# Прислих
Прислих (њем. Prislich) општина је у њемачкој савезној држави Мекленбург-Западна Померанија. Једно је од 89 општинских средишта округа Лудвигслуст. Према процјени из 2010. у општини је живјело 795 становника. Посједује регионалну шифру (AGS) 13054089.

## Географски и демографски подаци
Прислих се налази у савезној држави Мекленбург-Западна Померанија у округу Лудвигслуст. Општина се налази на надморској висини од 38 метара. Површина општине износи 29,1 km². У самом мјесту је, према процјени из 2010. године, живјело 795 становника. Просјечна густина становништва износи 27 становника/km².

## Међународна сарадња
| Мјесто      | Држава | Врста сарадње | Од    |
| ----------- | ------ | ------------- | ----- |
| Албертслунд | Данска | партнерство   | 1973. |
| Извор       |        |               |       |